# Mistrzostwa Polski w Short Tracku 2015
Mistrzostwa Polski w Short Tracku 2015 – 19. edycja mistrzostw, która odbyła się w dniach 6–8 marca 2015 roku na lodowisku Helena w Elblągu.

## Wyniki

### Kobiety

#### 500 metrów
Finał
| Miejsce | Zawodniczka          | Klub              | Wynik  | Punkty |
| ------- | -------------------- | ----------------- | ------ | ------ |
| 1.      | Patrycja Maliszewska | Juvenia Białystok | 45,591 | 34     |
| 2.      | Natalia Maliszewska  | Juvenia Białystok | 45,626 | 21     |
| 3.      | Nikola Mazur         | Juvenia Białystok | 45,731 | 13     |
| 4.      | Magdalena Warakomska | Juvenia Białystok | 49,088 | 8      |
| 5.      | Weronika Surowiec    | Orzeł Elbląg      | 49,624 | 5      |

#### 1000 metrów
Finał
| Miejsce | Zawodniczka          | Klub                | Wynik     | Punkty |
| ------- | -------------------- | ------------------- | --------- | ------ |
| 1.      | Natalia Maliszewska  | Juvenia Białystok   | 1:42,206  | 34     |
| 2.      | Kamila Stormowska    | Orzeł Elbląg        | 1:42,425  | 21     |
| 3.      | Monika Grządkowska   | Stoczniowiec Gdańsk | 1:42,911  | 13     |
| 4.      | Magdalena Warakomska | Juvenia Białystok   | Bez czasu | 8      |

#### 1500 metrów
Finał
| Miejsce | Zawodniczka          | Klub                | Wynik     | Punkty |
| ------- | -------------------- | ------------------- | --------- | ------ |
| 1.      | Natalia Maliszewska  | Juvenia Białystok   | 2:46,731  | 34     |
| 2.      | Patrycja Maliszewska | Juvenia Białystok   | 2:47,609  | 21     |
| 3.      | Nikola Mazur         | Juvenia Białystok   | 2:49,736  | 13     |
| 4.      | Monika Grządkowska   | Stoczniowiec Gdańsk | 2:52,933  | 8      |
| 5.      | Magdalena Warakomska | Juvenia Białystok   | Bez czasu | 5      |
| -       | Kamila Stormowska    | Orzeł Elbląg        | PEN       | 2      |

#### Superfinał 3000 metrów
Finał
| Miejsce | Zawodniczka          | Klub                | Wynik    | Punkty |
| ------- | -------------------- | ------------------- | -------- | ------ |
| 1.      | Magdalena Warakomska | Juvenia Białystok   | 5:34,930 | 34     |
| 2.      | Natalia Maliszewska  | Juvenia Białystok   | 5:34,987 | 21     |
| 3.      | Oliwia Gawlica       | AZS Opole           | 5:35,111 | 13     |
| 4.      | Monika Grządkowska   | Stoczniowiec Gdańsk | 5:36,674 | 8      |
| 5.      | Kamila Stormowska    | Orzeł Elbląg        | 5:45,173 | 5      |
| 6.      | Nikola Mazur         | Juvenia Białystok   | 5:49,395 | 8      |
| 7.      | Patrycja Maliszewska | Juvenia Białystok   | PEN      | 0      |
| 8.      | Weronika Surowiec    | Orzeł Elbląg        | PEN      | 0      |

#### Wielobój
Klasyfikacja
| Miejsce | Zawodniczka          | Klub                | Dystanse | Dystanse | Dystanse | Dystanse | Punkty |
| Miejsce | Zawodniczka          | Klub                | 1500 m   | 500 m    | 1000 m   | 3000 m   | Punkty |
| ------- | -------------------- | ------------------- | -------- | -------- | -------- | -------- | ------ |
| 1.      | Natalia Maliszewska  | Juvenia Białystok   | 1        | 2        | 1        | 2        | 110    |
| 2.      | Magdalena Warakomska | Juvenia Białystok   | 5        | 4        | 4        | 1        | 55     |
| 3.      | Patrycja Maliszewska | Juvenia Białystok   | 2        | 1        | 42       |          | 55     |
| 4.      | Nikola Mazur         | Juvenia Białystok   | 3        | 3        | 5        | 6        | 39     |
| 5.      | Kamila Stormowska    | Orzeł Elbląg        | 6        | 6        | 2        | 5        | 31     |
| 6.      | Monika Grządkowska   | Stoczniowiec Gdańsk | 4        | 12       | 3        | 4        | 29     |
| 7.      | Oliwia Gawlica       | AZS Opole           | 7        | 7        | 7        | 3        | 19     |
| 8.      | Weronika Surowiec    | Orzeł Elbląg        | 8        | 5        | 16       | 7        | 6      |
| 9.      | Marta Knoch          | AZS Opole           | 17       | 8        | 6        |          | 3      |
| 10.     | Patrycja Markiewicz  | Juvenia Białystok   | 9        | 9        | 8        |          | 1      |

#### Sztafeta 3000 metrów
Finał
| Miejsce | Klub                                                                                          | Wynik    |
| ------- | --------------------------------------------------------------------------------------------- | -------- |
| 1.      | Juvenia Białystok Natalia Maliszewska Nikola Mazur Gabriela Topolska Magdalena Warakomska     | 4:33,146 |
| 2.      | AZS Opole Oliwia Gawlica Wiktoria Tkaczuk Magdalena Wilga Marta Knoch                         | 4:37,275 |
| 3.      | Orzeł Elbląg Dorota Kisielewska Kamila Stormowska Marika Surowiec Weronika Surowiec           | 4:39,415 |
| 4.      | Juvenia Białystok II Patrycja Markiewicz Karolina Miłkowska Patrycja Rokicka Agnieszka Tawrel | 4:45,807 |

### Mężczyźni

#### 500 metrów
Finał
| Miejsce | Zawodnik           | Klub              | Wynik    | Punkty |
| ------- | ------------------ | ----------------- | -------- | ------ |
| 1.      | Adam Filipowicz    | AZS Opole         | 1:17,551 | 34     |
| -       | Bartosz Konopko    | Juvenia Białystok | PEN      | 0      |
| -       | Szymon Wilczyk     | Juvenia Białystok | PEN      | 5      |
| -       | Wojciech Kamieński | Juvenia Białystok | PEN      | 5      |

#### 1000 metrów
Finał
| Miejsce | Zawodnik        | Klub              | Wynik     | Punkty |
| ------- | --------------- | ----------------- | --------- | ------ |
| 1.      | Bartosz Konopko | Juvenia Białystok | 1:29,374  | 34     |
| 2.      | Szymon Wilczyk  | Juvenia Białystok | 1:29,705  | 21     |
| 3.      | Adam Filipowicz | AZS Opole         | 1:31,869  | 13     |
| 4.      | Rafał Anikiej   | Juvenia Białystok | Bez czasu | 8      |

#### 1500 metrów
Finał
| Miejsce | Zawodnik           | Klub                | Wynik    | Punkty |
| ------- | ------------------ | ------------------- | -------- | ------ |
| 1.      | Bartosz Konopko    | Juvenia Białystok   | 2:29,199 | 34     |
| 2.      | Szymon Wilczyk     | Juvenia Białystok   | 2:29,339 | 21     |
| 3.      | Adam Filipowicz    | AZS Opole           | 2:29,588 | 13     |
| 4.      | Wojciech Kamieński | Juvenia Białystok   | 2:30,192 | 8      |
| 5.      | Jakub Moroz        | WMKS Olsztyn        | 2:31,626 | 5      |
| 6.      | Michał Kłosiński   | Stoczniowiec Gdańsk | 2:31,762 | 3      |
| 7.      | Marcin Michalis    | Juvenia Białystok   | 2:48,852 | 2      |

#### Superfinał 3000 metrów
Finał
| Miejsce | Zawodniczka        | Klub                | Wynik     | Punkty |
| ------- | ------------------ | ------------------- | --------- | ------ |
| 1.      | Szymon Wilczyk     | Juvenia Białystok   | Bez czasu | 34     |
| 2.      | Wojciech Kraśnicki | Juvenia Białystok   | Bez czasu | 21     |
| 3.      | Wojciech Kamieński | Juvenia Białystok   | Bez czasu | 13     |
| 4.      | Bartosz Konopko    | Juvenia Białystok   | Bez czasu | 13     |
| 5.      | Adam Filipowicz    | AZS Opole           | Bez czasu | 8      |
| 6.      | Michał Kłosiński   | Stoczniowiec Gdańsk | Bez czasu | 5      |
| -       | Rafał Anikiej      | Juvenia Białystok   | PEN       | 0      |
| -       | Krystian Korecki   | Juvenia Białystok   | PEN       | 0      |

#### Wielobój
Klasyfikacja
| Miejsce | Zawodniczka        | Klub                | Dystanse | Dystanse | Dystanse | Dystanse | Punkty |
| Miejsce | Zawodniczka        | Klub                | 1500 m   | 500 m    | 1000 m   | 3000 m   | Punkty |
| ------- | ------------------ | ------------------- | -------- | -------- | -------- | -------- | ------ |
| 1.      | Szymon Wilczyk     | Juvenia Białystok   | 2        | 3        | 2        | 1        | 81     |
| 2.      | Bartosz Konopko    | Juvenia Białystok   | 1        | 2        | 1        | 4        | 81     |
| 3.      | Adam Filipowicz    | AZS Opole           | 3        | 1        | 3        | 5        | 65     |
| 4.      | Wojciech Kraśnicki | Juvenia Białystok   | 8        | 8        | 5        | 2        | 27     |
| 5.      | Wojciech Kamieński | Juvenia Białystok   | 4        | 4        | 9        | 3        | 26     |
| 6.      | Michał Kłosiński   | Stoczniowiec Gdańsk | 6        | 9        | 7        | 6        | 8      |
| 7.      | Rafał Anikiej      | Juvenia Białystok   | 29       | 16       | 4        |          | 8      |
| 8.      | Krystian Korecki   | Juvenia Białystok   | 41       | 6        | 6        |          | 6      |
| 9.      | Jakub Moroz        | WMKS Olsztyn        | 5        | 12       | 10       |          | 5      |
| 10.     | Grzegorz Gawryluk  | Juvenia Białystok   | 37       | 5        | 13       |          | 5      |
| 11.     | Marcin Michalis    | Juvenia Białystok   | 7        | 21       | 29       |          | 2      |
| 12.     | Łukasz Kuczyński   | Juvenia Białystok   | 11       | 7        | 41       |          | 2      |
| 13.     | Jakub Borowski     | Juvenia Białystok   | 17       | 11       | 8        |          | 1      |

#### Sztafeta 5000 metrów
Finał
| Miejsce | Klub                                                                                    | Wynik    |
| ------- | --------------------------------------------------------------------------------------- | -------- |
| 1.      | Juvenia Białystok Wojciech Kamieński Wojciech Kraśnicki Michał Skorulski Szymon Wilczyk | 7:19,572 |
| 2.      | Juvenia Białystok II Rafał Anikiej Grzegorz Gawryluk Krystian Korecki Łukasz Kuczyński  | 7:21,032 |
| 3.      | Juvenia Białystok III Paweł Adamski Bartosz Bielecki Jakub Maliszewski Karol Nieścier   | 7:22,936 |
| 4.      | Stoczniowiec Gdańsk Jan Franaszczuk Rafał Grycner Michał Kłosiński Mikołaj Kowalewski   | 7:23,683 |